# Julián Soler
Pour les articles homonymes, voir Soler.
Julián Diaz Pavia, plus connu comme Julián Soler, né le 17 février 1907 à Ciudad Jiménez, Chihuahua et mort le 5 mai 1977 à Mexico, est un acteur, réalisateur et scénariste de cinéma mexicain. Il est le membre emblématique des frères Soler.

## Filmographie

### Comme réalisateur
- 1943 : Tormenta en la cumbre
- 1944 : Imprudencia
- 1944 : Me ha besado un hombre
- 1945 : Las Cinco advertencias de Satanás
- 1946 : Ocho hombres y una mujer
- 1948 : Matrimonio sintético
- 1948 : Tía Candela
- 1949 : El Diablo no es tan diablo
- 1949 : El Pecado de Laura
- 1949 : Eterna agonía
- 1949 : Los Amores de una viuda
- 1949 : Negra consentida
- 1949 : Una Gallega en México
- 1950 : Azahares para tu boda
- 1950 : Yo también soy de Jalisco
- 1951 : Una Gringuita en México
- 1951 : Si usted no puede, yo sí
- 1952 : La Miel se fue de la luna
- 1952 : Los Tres alegres compadres
- 1952 : Se le pasó la mano
- 1952 : Tío de mi vida
- 1952 : Un Gallo en corral ajeno
- 1953 : Beatriz No te ofendas
- 1954 : La entrega
- 1954 : La Visita que no tocó el timbre
- 1954 : Lágrimas robadas
- 1955 : La Mujer X
- 1956 : ¡Que seas feliz!
- 1956 : Pueblo, canto y esperanza
- 1956 : La Tercera palabra
- 1956 : Los Platillos voladores
- 1956 : Nos veremos en el cielo
- 1956 : Playa prohibida
- 1958 : A media luz los tres
- 1958 : Aladino y la lámpara maravillosa
- 1958 : Cuando Mexico canta
- 1958 : El Castillo de los monstruos
- 1959 : La última lucha
- 1959 : Me gustan valentones
- 1959 : Mi esposa me comprende
- 1959 : Mis padres se divorcian
- 1959 : Siempre estaré contigo
- 1960 : Calibre 44
- 1960 : Las Rosas del milagro
- 1960 : Mi madre es culpable
- 1961 : El Padre Pistolas
- 1961 : Escuela de valientes
- 1961 : Jóvenes y rebeldes
- 1961 : Locura de terror
- 1962 : Si yo fuera millonario
- 1963 : Un Par de sinvergüenzas
- 1964 : Buenas noches, año nuevo
- 1964 : Cuando acaba la noche
- 1964 : La Edad de la violencia
- 1964 : La Juventud se impone
- 1964 : Semáforo en rojo
- 1965 : El Padre Diablo
- 1965 : La Alegría de vivir
- 1966 : Casa de mujeres
- 1966 : Despedida de soltera
- 1966 : Lanza tus penas al viento
- 1966 : Pánico
- 1967 : El Hijo de todas
- 1967 : Me quiero casar
- 1967 : Qué hombre tan sin embargo
- 1967 : Serenata en noche de luna
- 1968 : No hay cruces en el mar
- 1968 : Romeo contra Julieta
- 1969 : Cuando los hijos se van
- 1969 : El Jibarito Rafael
- 1969 : Santo contra Blue Demon en la Atlántida
- 1970 : Confesiones de una adolescente
- 1970 : Dos esposas en mi cama
- 1971 : Secreto de confesión
- 1972 : Hoy he soñado con Dios
- 1972 : La Otra mujer
- 1973 : El Hombre y la bestia
- 1974 : Bárbara
- 1974 : Negro es un bello color
- 1974 : Satanás de todos los horrores
- 1976 : Zacazonapan
- 1978 : Los Amantes frios

### Comme scénariste
- 1943 : Tormenta en la cumbre
- 1944 : Me ha besado un hombre
- 1945 : Las Cinco advertencias de Satanás
- 1946 : Ocho hombres y una mujer
- 1948 : Matrimonio sintético
- 1948 : Tía Candela
- 1949 : El Diablo no es tan diablo
- 1949 : El Pecado de Laura
- 1950 : Azahares para tu boda
- 1952 : Los Tres alegres compadres
- 1954 : Lágrimas robadas
- 1955 : La Mujer X
- 1958 : El Castillo de los monstruos
- 1968 : No hay cruces en el mar
- 1970 : Dos esposas en mi cama
- 1972 : La Otra mujer

### Comme acteur
- 1934 : Chucho el Roto
- 1934 : Cruz Diablo
- 1934 : El Escándalo
- 1934 : Pecados de amor
- 1934 : Una Mujer en venta
- 1935 : Bohemios
- 1935 : Clemencia
- 1935 : La Familia Dressel
- 1935 : Los Muertos hablan
- 1935 : Tu hijo
- 1936 : Mater nostra
- 1937 : Alma jarocha
- 1938 : El Beso mortal
- 1938 : Estrellita
- 1938 : La India bonita
- 1938 : Los Dos cadetes
- 1938 : Noches de gloria
- 1938 : Por mis pistolas
- 1939 : El Cobarde
- 1939 : El Látigo
- 1939 : Los Enredos de papá
- 1939 : Papacito lindo
- 1940 : ¡Que viene mi marido!
- 1940 : Mi madrecita
- 1940 : Odio
- 1942 : Caballería del imperio
- 1942 : El que tenga un amor
- 1942 : Esa mujer es la mía
- 1942 : Mil estudiantes y una muchacha
- 1942 : Simón Bolívar
- 1943 : Doña Bárbara
- 1943 : Espionaje en el golfo
- 1943 : Tormenta en la cumbre
- 1943 : Tres hermanos
- 1944 : Amok
- 1944 : Imprudencia
- 1944 : Las Dos huérfanas
- 1944 : Miguel Strogoff
- 1945 : El que murió de amor
- 1945 : Un Beso en la noche
- 1946 : Sinfonía de una vida
- 1947 : El Secreto de Juan Palomo
- 1947 : Los Siete niños de Écija
- 1948 : El Canto de la sirena
- 1948 : Que Dios me perdone
- 1949 : El Diablo no es tan diablo
- 1950 : Nosotras las taquígrafas
- 1952 : Rostros olvidados
- 1952 : Se le pasó la mano
- 1958 : La Mafia del crimen
- 1959 : Siempre estaré contigo
- 1966 : El Proceso de Cristo
- 1971 : Elena y Raquel
- 1976 : La Ley del monte
- 1978 : El Jardín de los cerezos